# ミケル・メリーノ
ミケル・メリーノ・サソーン（Mikel Merino Zazón ,  1996年6月22日 - ）は、スペイン・ナバラ州パンプローナ出身のサッカー選手。プレミアリーグ・アーセナルFC所属。スペイン代表。ポジションはMF。

## 経歴

### クラブ
CAオサスナの下部組織出身で2014年にトップチームデビューし、2016年、CAオサスナからボルシア・ドルトムントに完全移籍が発表された。
2017年7月28日、ニューカッスル・ユナイテッドFCへレンタル移籍することが発表された。10月13日、一定の試合数を達成したため、完全移籍で獲得したことを発表した。
2018年7月12日、レアル・ソシエダと2023年までの契約を結んだことが発表された。
2024年8月27日、アーセナルFCへ移籍することが公式発表された。背番号は23番を着用する。不運なことに最初の練習でメリーノが倒れてるところにガブリエウが上から落下して肩を負傷しアーセナルでの試合出場まで約１ヶ月を要することとなった。同年10月1日、CL第2戦パリ・サンジェルマンFC戦で途中出場し、アーセナル公式戦デビューを果たした。10月27日、プレミアリーグ第9節リヴァプールFC戦でデクラン・ライスのフリーキックにヘディングで合わせてアーセナル移籍後初ゴールを決めた。

### 代表
2015年、U-19欧州選手権では主力として活躍して優勝に貢献した。
2024年、UEFA EURO 2024を戦うメンバーに選出され、準々決勝で対戦したドイツとの対戦では延長後半14分に決勝ゴールを決めて、準決勝進出に貢献した。

## 個人成績

### クラブ
| 所属クラブ     | シーズン | リーグ | リーグ | リーグカップ | リーグカップ | 国際大会 | 国際大会 | 合計 | 合計 |
| 所属クラブ     | シーズン | 出場   | 得点   | 出場         | 得点         | 出場     | 得点     | 出場 | 得点 |
| -------------- | -------- | ------ | ------ | ------------ | ------------ | -------- | -------- | ---- | ---- |
| CAオサスナ     | 2014–15  | 29     | 1      | 0            | 0            | 0        | 0        | 29   | 1    |
| CAオサスナ     | 2015–16  | 34     | 4      | 0            | 0            | 0        | 0        | 34   | 4    |
| ドルトムント   | 2016–17  | 8      | 0      | 1            | 0            | 0        | 0        | 9    | 0    |
| ニューカッスル | 2017-18  | 24     | 1      | 1            | 0            | 0        | 0        | 25   | 1    |
| ソシエダ       | 2018-19  | 29     | 3      | 3            | 1            | 0        | 0        | 32   | 4    |
| ソシエダ       | 2019-20  | 36     | 5      | 6            | 1            | 0        | 0        | 42   | 6    |
| ソシエダ       | 2020-21  | 26     | 2      | 1            | 0            | 8        | 0        | 35   | 2    |
| ソシエダ       | 2021-22  | 34     | 3      | 3            | 0            | 6        | 1        | 43   | 4    |
| ソシエダ       | 2022-23  | 31     | 2      | 3            | 1            | 7        | 0        | 41   | 3    |
| 通算           | 通算     | 223    | 21     | 17           | 3            | 21       | 1        | 261  | 25   |

### 代表
出場大会
- U-19スペイン代表
  - 2015年 - UEFA U-19欧州選手権（優勝）
- U-21スペイン代表
  - 2017年 - UEFA U-21欧州選手権（準優勝）
- U-23スペイン代表
  - 2021年 - 2020年東京オリンピック（準優勝）

試合数
- 国際Aマッチ 17試合 1得点（2020年 -　）

| スペイン代表 | 国際Aマッチ | 国際Aマッチ |
| 年           | 出場        | 得点        |
| ------------ | ----------- | ----------- |
| 2020         | 6           | 0           |
| 2021         | 5           | 0           |
| 2023         | 6           | 1           |
| 通算         | 17          | 1           |

得点
| # | 開催日        | 開催地                             | 対戦国   | スコア | 結果 | 大会               |
| - | ------------- | ---------------------------------- | -------- | ------ | ---- | ------------------ |
| 1 | 2023年9月12日 | グラナダ、ヌエボ・ロス・カルメネス | キプロス | 2-0    | 6-0  | UEFA EURO 2024予選 |

## タイトル

### クラブ
ボルシア・ドルトムント
- DFBポカール: 2016-17

レアル・ソシエダ
- コパ・デル・レイ: 2019-20

### 代表
U-19スペイン代表
- UEFA U-19欧州選手権: 2015

スペイン代表
- UEFAネーションズリーグ: 2022-23
- UEFA欧州選手権: 2024

### 個人
- セグンダ・ディビシオン月間最優秀選手賞（英語版）: 2016年6月